# Görögország autópályái
Ez a lap Görögország autópályáinak listáját tartalmazza.
2017-ben a mintegy 2500 km-es hosszával Görögország autópálya hálózata egyike a legnagyobbaknak délkelet-európában, és az egyik legfejlettebb Európában.

## Autópályák
Görög autópályák listája a 2008-as állapot szerint:
| Név | Jele | Érintett városok                                                   | Kilométer számozás / 2008-ig ennyi készült el belőle | Térkép |
| --- | ---- | ------------------------------------------------------------------ | ---------------------------------------------------- | ------ |
| A1  |      | Észak-Macedónia - Szaloniki - Lárisza – Athén                      | km / km                                              |        |
| A2  |      | Igumeníca - Kozáni - Szaloniki - Kavála - Kípi – Törökország       | km / km                                              |        |
| A3  |      | Kalambáka – Tríkala – Kardíca - Domokósz - Lamía                   | km / km                                              |        |
| A4  |      | Tríkala – Lárisza                                                  | km / km                                              |        |
| A5  |      | Río - Andirío - Agrínio - Árta - Joánina - Albánia                 | km / km                                              |        |
| A6  |      | Elefszína - Athén - Szpáta - Markópulo                             | km / km                                              |        |
| A7  |      | Korinthosz - Trípoli - Megalópoli - Kalamáta                       | km / km                                              |        |
| A8  |      | Elefszína - Mégara - Korinthosz - Río                              | km / km                                              |        |
| A9  |      | Río - Pátra - Pírgosz - Cakóna                                     | km / km                                              |        |
| A11 |      | Szhimatári - Halkída                                               | km / km                                              |        |
| A12 |      | Velesztíno - Vólosz                                                | km / km                                              |        |
| A13 |      | Thíva - Elefszína                                                  | km / km                                              |        |
| A25 |      | Promahónasz - Széresz - Szaloniki - Néa Potídea                    | km / km                                              |        |
| A27 |      | Kozáni - Ptolemaída - Flórina - Níki                               | km / km                                              |        |
| A29 |      | Sziátiszta - Kastoriá – Jeropijí - Krisztalopijí                   | km / km                                              |        |
| A52 |      | Amvrakía - Áktio - Préveza                                         | km / km                                              |        |
| A71 |      | Léfktro - Spárta                                                   | km / km                                              |        |
| A90 |      | Kíszamosz - Haniá - Réthimno - Iráklio - Ájiosz Nikólaosz - Szitía | km / km                                              |        |